# Пегасиды
Пегасиды (англ. Pegasids) — метеорный поток, наблюдаемый с 7 по 13 июля. Является слабым метеорным потоком; пик активности наступает вблизи 9 июля, зенитное часовое число составляет 3 метеора в час. Скорость входа метеоров в атмосферу достигает 70 км/с.
Радиант данного метеорного потока расположен в созвездии Пегаса, примерно в 5 градусах от звезды Маркаб. Источником метеорного потока считается комета C/1979 Y1 (Bradfield), чей орбитальный период составляет 300 лет.
Для Центральной Европы лучшим временем наблюдения данного потока является вторая половина ночи, поскольку радиант достигает наибольшей высоты над горизонтом.